# Skotské gymnázium ve Vídni
Skotské gymnázium ve Vídni (německy Schottengymnasium), respektive oficiálním názvem Veřejné skotské gymnázium benediktinů ve Vídni / Öffentliches Schottengymnasium der Benediktiner in Wien je veřejné soukromé katolické gymnázium v I. vídeňském obvodu Vnitřní Město. Mezi absolventy školy patří tři laureáti Nobelovy ceny, mnoho významných politiků, umělců a vědců.

## Historie
Škola při vídeňském Skotském klášteře byla založena císařským dekretem v roce 1807 a je považována za jedno z nejprestižnějších a v současné době jedno z mála humanitních gymnázií v Rakousku. 
V letech 1826 až 1832 přestavěl Josef Kornhäusel (1782–1860) rozsáhlý komplex budov kolem kláštera a částečně nově vystavěl zejména Freyungskou část. Kameničtí mistři z císařského kamenolomu dostali velké objednávky, mezi jinými na schodišťové stupně do konventního paláce a na obklady dvou velkých schodišť s podestami, která zářila barvami leštěného mramoru.
V osmdesátých letech 19. století byl kostel restaurován a částečně přestavěn. Novou nástropní malbu provedl Julius Schmid (1854–1935) a nový oltář navrhl rakouský architekt Heinrich von Ferstel (1828–1893) a mozaiku vytvořil Michael Rieser (1828–1905).
Ve dvoře je umístěna socha Černé Matky Boží, kterou v roce 1825 navrhl rakouský architekt Peter von Nobile (1774–1854). Kašna se sochou Jindřicha Jasomirgotta, zakladatele kláštera, stojí na jiv prvním nádvoří a vytvořil ji Sebastian Wagner. Ve druhém nádvoří byla v roce 1874 postavena kašna s plastikami delfínů.

## Významní absolventi

### Politici
- Anton von Doblhoff-Dier (1800–1872), rakouský ministerský předseda
- Alois Batthyány (1807–1849), první předseda vlády Maďarska
- Othmar Helferstorfer (1810–1880), opat kláštera, zemský maršálek Dolního Rakouska
- Josef von Bauer (1817–1886), poslanec dolnorakouského zemského sněmu
- Eduard Herbst (1820–1892), ministr spravedlnosti Předlitavska
- Franz Coronini-Cronberg (1830–1901), předseda rakouské Poslanecké sněmovny
- Heinrich von Wittek (1844–1930), ministerský předseda Předlitavska
- Alois z Lichtenštejna (1846–1920), zemský maršálek Dolního Rakouska
- Hugo von Glanz-Eicha (1848–1915), ministr obchodu Předlitavska
- Guido von Call (1849–1927), diplomat, ministr obchodu Předlitavska
- Engelbert Pernerstorfer (1850–1918), místopředseda rakouské Poslanecké sněmovny
- Alfréd III. z Windisch-Grätze (1851–1927), ministerský předseda Předlitavska
- Victor Adler (1852–1918), zakladatel Sociálně demokratické strany Rakouska
- Heinrich von Lützow (1852–1935), diplomat
- Heinrich Lammasch (1853–1920), poslední sloužící ministerský předseda Předlitavska
- František I., kníže z Lichtenštejna (1853–1938)
- Franz Klein (1854–1926), ministr spravedlnosti Předlitavska
- Karl Beurle (1860–1919), poslanec hornorakouského zemského sněmu za Německou lidovou strany Rakouska (Deutsche Volkspartei)
- Konrad zu Hohenlohe-Schillingsfürst (1863–1918), ministerský předseda Předlitavska
- Viktor Kienböck (1873–1956), rakouský ministr financí
- Karel I. Habsburský (1887–1922), poslední rakouský císař a král český a uherský
- Karl Appel (1892–1967), člen Národní rady (SPÖ)
- František Josef II. z Lichtenštejna (1906–1989)
- Leopold Guggenberger (* 1918), starosta města Klagenfurt (ÖVP)
- Hans Tuppy (* 1924), rakouský ministr vědy (ÖVP), biochemik
- Manfred Mautner Markhof (1927-2008), člen Spolkové rady (ÖVP), podnikatel
- Franz Hums (* 1937), rakouský ministr práce a sociálních věcí (SPÖ)
- Michael Graff (1937-2008), generální tajemník Rakouské lidové strany (ÖVP)
- Peter Marboe (* 1942), vídeňský městský radní pro kulturní záležitosti (ÖVP)
- Hans Adam II. z Lichtenštejna (* 1945)
- Wolfgang Schüssel (* 1945), bývalý kancléř Rakouska (ÖVP)
- Rudolf Scholten (* 1955), bývalý rakouský ministr vědy a školství (SPÖ)
- Christoph Chorherr (* 1960), bývalý šéf rakouské Strany zelených
- Johannes Peterlik (* 1967), rakouský diplomat

### Umělci
- Franz Wild (1791–1860), operní pěvec
- Johann Nestroy (1801–1862), herec, dramatik
- Eduard von Bauernfeld (1802–1890), básník
- Nikolaus Lenau (1802–1850), básník
- Moritz von Schwind (1804–1871), malíř
- Friedrich Halm (1806–1871), básník, dramatik
- Anastasius Grün (1806–1876), básník
- Gustav von Franck (1807–1860), spisovatel
- Alexander von Bensa (1820–1902), umělec
- Ferdinand Kürnberger (1821–1879), spisovatel
- Johann Strauss mladší (1825–1899), skladatel
- Josef Strauss (1827–1870), hudební skladatel
- Robert Hamerling (1830–1889), básník
- Karl Julius Ebersberg (1831–1876), spisovatel
- Franz von Jauner (1831–1900), herec, divadelní režisér
- Otto Bach (1833–1893), chrámový hudebník, ředitel Mozartea
- Ferdinand von Saar (1833–1906), spisovatel
- Josef von Doblhoff-Dier (1844–1928), spisovatel, diplomat
- Alfred von Berger (1853–1912), dramaturg, ředitel Burgtheater (Císařské dvorní divadlo)
- Max von Ferstel (1859–1936), architekt
- Max Kurzweil (1867–1916), umělec
- Maximilian Liebenwein (1869–1926), umělec
- Leopold Andrian (1875–1951), spisovatel, diplomat
- Alfred Neugebauer (1888–1957), spisovatel
- Otto Friedländer (1889–1963), spisovatel
- Georg Terramare (1889–1948), dramatik
- Paul Elbogen (1894–1987), spisovatel
- Eduard Volters (1904–1972), spisovatel
- Franz Stoß (1909–1995), herec, ředitel císařského divadla Burgtheateru a Theater in der Josefstadt
- Otto Ambros (1910–1979), spisovatel
- Ernst Haeusserman (1916–1984), divadelní režisér, divadelní režisér, spisovatel a filmový producent
- Ernst Jandl (1925-2000), básník
- Wilfried Seipel (* 1944), bývalý ředitel Kunsthistorisches Museum
- Peter Planyavsky (* 1947), varhaník, skladatel
- Friedrich Doležal, violoncellista Vídeňské filharmonie
- Clemens Hellsberg (* 1952), houslista, člen představenstva Vídeňské filharmonie
- Herbert Föttinger (* 1961), herec, ředitel divadla v Josefstadtu
- Konstantin Reymaier (Erich Konstantin Reymaier) (* 1969), varhaník, skladatel, katolický kněz
- Rainer Frimmel (* 1971), fotograf, filmový režisér
- Xaver Bayer (* 1977), spisovatel
- Gottlieb Wallisch (* 1978), klavírista

### Vědci
- Adalbert Nikolaus Fuchs (1814–1886), ředitel Polytechnického institutu
- Ernest Hauswirth (1818–1901), historik
- Karl Friesach (1821–1891), astrofyzik
- Franz von Hauer (1822–1899), geolog
- Sigismund Gschwandner (1824–1896), fyzik
- Hugo Mareta (1827–1913), germanista
- Vincenz Knauer (1828–1894), filozof
- Hugo Kremer von Auenrode (1833–1888), rektor pražské univerzity
- Anton Mayer (1838–1924), historik
- Karl Exner (1842–1914), fyzik
- Heinrich Obersteiner (1847–1922), neurolog
- Cölestin Wolfsgruber (1848–1924), církevní historik
- Hans von Chiari (1851–1916), patolog
- Heinrich Friedjung (1851–1920), historik, novinář
- Ernst Fuchs (1851–1930), oftalmolog
- Franz von Liszt (1851–1919), právník, kriminalista, politik
- Sigmund Adler (1853–1920), historik
- Friedrich Becke (1855–1931), mineralog
- Jakob Minor (1855–1912), učenec
- August Sauer (1855–1926), učenec
- Joseph Seemüller (1855–1920), germanista
- Alexander Dedekind (1856–1940), egyptolog
- Julius Wagner-Jauregg (1857–1940), psychiatr
- Heinrich Swoboda (1861–1923), pastorační teolog
- Lothar von Frankl-Hochwart (1862–1914), neurolog
- Albert Starzer (1863–1909), historik
- Eduard Zirm (1863–1944), oftalmolog
- Ivo Pfaff (1864–1925), historik práva
- Ernst Kalinka (1865–1946), klasický filolog, rektor univerzity v Innsbrucku
- Albert Hübl (1867–1931), historik
- Carl von Kraus (1868–1952), germanista
- Michael Maria Rabenlechner (1868–1952), učenec
- Maxmilián Bittner (1869–1918), orientalista
- Karl Inama von Sternegg (1871–1931), genealog, učenec heraldiky
- Clemens von Pirquet (1874–1929), imunolog
- Carl Furtmüller (1880–1951), psycholog
- Franz Exner (1881–1947), kriminalista
- Karl von Frisch (1886–1982), etolog, Nobelova cena za fyziologii nebo medicínu 1973
- Franz Borkenau (1900–1957), filosof dějin, sociolog
- Konrad Lorenz (1903–1989), etolog, Nobelova cena za fyziologii nebo medicínu 1973
- Peter Beck-Mannagetta (1913–1998), geolog
- Michael Mitterauer (* 1937), historik
- Günter Virt (* 1940), teolog
- Herbert Laszlo (1940-2009), odborník na ekonomii štěstí
- Georg Braulik (* 1941), biblista (Starý zákon)
- Kurt Gschwantler (* 1944), klasický archeolog
- Wolfgang Lutz (* 1956), demograf
- Matthias Scheutz (* 1966), výzkumník v oblasti umělé inteligence a kognitivní vědy
- Michael Schaefberger (* 1967), průzkumník veřejného mínění
- Drehli Robnik (* 1967), odborník na filmovou vědu

### Ostatní
- Urban Loritz (1807–1881), duchovní
- Sebastian Brunner (1814–1893), teolog, spisovatel
- Anton von Petz (1819–1885), admirál
- Hermann Schubert (1826–1892), duchovní
- Clemens Kickh (1827–1913), Hofprediger (kazatel u dvora)
- Adolf Kern (1829–1906), duchovní
- Sigmund Mayer (1832–1920), podnikatel
- Alexander von Dorn (1838–1919), publicista, ekonom
- Leopold Rost (1842–1913), opat kláštera
- Albert Figdor (1843–1927), bankéř, sběratel umění
- Karel hrabě Lanckoroński (1848–1933), mecenáš umění
- Emanuel von Proskowetz mladší (1849–1944), podnikatel, zemědělský šlechtitel
- Eugen Böhm von Bawerk (1851–1914), národní ekonom
- Friedrich von Wieser (1851–1926), národní ekonom
- Wilhelm Janauschek (1859–1926), misionář
- Julius Meinl III. (1903–1991), podnikatel (Julius Meinl)
- Heinrich Treichl (* 1913), generální ředitel Creditanstalt Bank
- Otto Schönherr (1922-2015), novinář, šéfredaktor rakouské tiskové agentury (APA)
- Fritz Molden (1924-2014), novinář, vydavatel
- Gustav Harmer (* 1934), sládek piva (Brauerei Ottakringer, Grieskirchner)
- Heinrich Ferenczy (* 1938), opat kláštera a Stift St. Paul v Lavanttalu
- Hans-Georg Possanner (1940–2006), Pressesprecher der Ständigen Vertretung Österreichs bei der EU
- Franz Hlavac (* 1948), ekonomický novinář (ORF)
- Johannes Jung (* 1952), opat kláštera
- Andreas Treichl (* 1952), generální ředitel Erste Bank
- Christoph Herbst (* 1960), soudce Ústavního soudu
- Nikolaus Krasa (* 1960), generální vikář římskokatolické arcidiecéze ve Vídni
- Rudolf Mitlöhner (* 1965), novinář, šéfredaktor časopisu Die Furche
- Lothar Tschapka (* 1966), řečník
- Georg Spatt (* 1967), ředitel rozhlasového kanálu Hitradio Ö3 v ORF (Rakouský rozhlas)
- Niki Zitny (* 1973), golfista